# Église Saint-Sébastien de Lorcières
Pour les articles homonymes, voir Église Saint-Sébastien.
L'église Saint-Sébastien de Lorcières est une église catholique située à Lorcières, dans le département du Cantal, en région Auvergne-Rhône-Alpes en France. Elle est dédiée à Sébastien.

## Histoire
L'église est détériorée en 1540 durant les guerres de Religion. L'édifice actuel remonte au 16e siècle et ne semble pas avoir subi de modifications depuis. Durant la Monarchie de Juillet, la sacristie est aménagée dans les vestiges du logis abbatial. En 1872, la toiture est rénovée, gagnant une pente plus accentuée et l'intérieur est peint. En 1905, le clocher est réparé. En 1935, l'intérieur est entièrement repeint. Un escalier de pierre est construit le long du mur du clocher pour s'élever jusqu'à la balustrade du beffroi supportée par des corbeaux à triples redents.
L'édifice est inscrit au titre des monuments historiques en 1986.

## Description
|            |
| Extérieur. |

|            |
| Extérieur. |

|                        |
| Intérieur de l'église. |

|          |
| Vitrail. |

### Cloches
Les quatre ouïes, en plein cintre et moulurées, contiennent quatre cloches antérieures à la Révolution (1491, 1511, 1607 et 1683), fait unique dans le Cantal. Les cloches de 1491 et 1683 sont inscrites au titre d'objet des monuments historiques en 1987,.
|                            |
| Cloche de l'église (1683). |

|                                      |
| Deuxième cloche (1607, automatisée). |

|                          |
| Troisième cloche (1491). |

|                          |
| Quatrième cloche (1511). |